# Samuel L. Jackson
Samuel Leroy Jackson (engelskt uttal: [ˈsæmjuəl ˈliːˌɹɔɪ ˈdʒæksən]), född 21 december 1948 i Washington, D.C., är en amerikansk skådespelare och producent. Han skulle under nära två deccennier kämpa sig fram med småroller inom teater, film,TV och dessutom ett beroende, innan han lärde känna regissören Spike Lee som gav honom biroller i School Daze (1988) och Do the Right Thing (1989). Han fick sedan en större roll i Jungle Fever (1991) vilken gav honom ett specialinstiftat pris, enbart för honom, på Cannes filmfestival. Med rollen som Jules Winnfield i Quentin Tarantinos Pulp Fiction (1994) skulle hans karriär katapulteras och ge honom en oscarsnominering. Jackson har sedan 1990-talet medverkat i över 150 filmer som dragit in mer än 27 miljarder dollar vilket gör honom till den högst inkomstbringande skådespelaren i världen. Han har samarbetat med regissörerna Spike Lee och Quentin Tarantino flera gånger. Han har dessutom varit involverad i flera franchises som Star Wars, Marvel, XXX, Unbreakable och de animerade Superhjältarna.

## Biografi

### Uppväxt
Jackson föddes i Washington, D.C. och växte upp som enda barn i Chattanooga i Tennessee med sin mor, Elizabeth Jackson (född Montgomery), som var fabriksarbetare och senare inköpare åt ett mentalsjukhus. Han uppfostrades även av sina morföräldrar Edgar och Pearl Montgomery, men också av sin styvfamilj. Hans far bodde långt från familjen i Kansas City i Missouri och dog senare till följd av alkoholism. Jackson träffade sin far endast två gånger under sitt liv. Jacksons familj härstammar från ett urfolk i Gabon och blev medborgare där 2019. Under sin uppväxt gick han på flera segregerade skolor men skulle till slut examineras från Riverside High School i Chattanooga (nu Chattanooga School for the Arts and Sciences). I skolorkestern spelade han valthorn, piccolaflöjt, trumpet och flöjt. Under sin uppväxt utvecklade Jackson en stamning och blev tvungen att lära sig "låtsats vara andra människor som inte stammade." Han har fortfarande dagar då han stammar och använder ordet "motherfucker" för att ta sig förbi en blockering.

### Tiden på college
Ursprungligen började Jackson på Morehouse College i Atlanta för att bli marinbiolog, men väl där ändrade han inriktning till arkitektur. Men efter en kurs i retorik och medverkan i en uppsättning av Tolvskillingsoperan fick han tycke för dramatik och teater och ändrade inriktning än en gång. Innan han examinerades 1972 startade han teatergruppen Just Us Theatre som var enbart för svarta medlemmar. Efter mordet på Martin Luther King Jr. 1968 medverkade Jackson på begravningen som vaktmästare. Han reste sedan till Memphis i Tennessee för att deltaga i en medborgarrätts protest. 1969 höll Jackson och flera andra studenter medlemmar ur styrelsen för Morehouse College gisslan (inklusive Martin Luther King Sr.). De krävde att skolan ändrade sin styrning och läroplan. Skolan gav med sig och genomförde ändringarna men Jackson blev dömd för olaga instängning. Han blev också avstängd från skolan i två år, innan han kunde återvände och få sin filosofie kandidat. Medan han var avstängd från skolan arbetade han som socialarbetare i Los Angeles. Han återvände också till Atlanta där han träffade Svarta pantrarna medlemmarna Stokely Carmichael och H. Rap Brown. Jackson blev involverad i organisationen och deltog i vapenköp, men innan vapnen hann användas till någonting uppmanade hans mor honom att återvända till Los Angeles efter hon hade fått besök av FBI, vilket han gjorde. Han har förnekat att han någonsin varit medlem i Svarta pantrarna.

### Tidiga roller
Jacksons första roll var huvudrollen i blaxploitation independentfilmen Together for Days (1972). 1976 flyttade han från Atlanta till New York och medverkade i några TV-filmer och teatrar så som Mor Courage och hennes barn (1980) och A Soldier's Play (1980-1983). För att få tillräckligt med inkomst mellan uppträdande och auditions arbetade han som nattvakt på Manhattan Plaza. Jackson utvecklade ett alkohol- och kokainberoende vilket resulterade i att han missade två roller på Broadway. När han 1981 medverkade i pjäsen A Soldier's Play träffade han regissören Spike Lee som gav honom mindre roller i School Daze (1988) och Do the Right Thing (1989). Däremellan var han också standin för Bill Cosby i Cosby för tre år, där han stod i Cosbys tröjor för att hjälpa kameramännen med vinklar. Han syntes också i en mindre roll bredvid Eddie Murphy i En prins i New York (1988). Under denna tidiga period av Jacksons karriär var Morgan Freeman hans mentor.

### Genombrott
Jackson medverkade i en mindre roll där han porträtterade rånaren Stacks Edwards i Martin Scorseses film Maffiabröder (1990). Efter att Jackson haft en antal överdoser lade familjen därefter in honom på en rehabiliteringshem. Mindre än två vecka efter han skrevs ut hamnade han på inspelningen av Spike Lees film Jungle Fever (1991) där han spelade den crack-kokain missbrukande Gator Purify. Hans insats blev så hyllad att Cannes filmfestival instiftade ett särskilt Bästa biroll-pris enbart för Jacksons skull. Priset har aldrig återvänt sedan dess. Med tanke på filmens låga budget fick inte Jackson följa med och mottaga priset. Jackson insåg med filmen hur mycket bättre skådespelare han var efter att han blivit nykter. Om sin dödsscen i filmen har han beskrivit som renande och sade: "När min karaktär dog, så var det nästan som att jag dödade den delen av mitt liv." Filmen blev hans genombrott och han fick därefter arbeta i flera stora produktioner som bredvid Tupac Shakur i Juice (1992) och bredvid Harrisson Ford i Patrioter (1992). Han syntes också i Steven Spielberg filmen Jurassic Park (1993) och fick sin första stora huvudroll med komedin Laddat Vapen 1 (1993).
Efter att ha spelat den kriminella Big Don i True Romance (1993), en film regisserad av Tony Scott men skriven av Quentin Tarantino, blev han erbjuden rollen som Jules Winnfield i Pulp Fiction (1994) av Tarantino. Rollen skrevs särskilt med Jackson i åtanke vilket förvånade honom. "Att veta att någon har skrivit någonting sådant som Jules åt mig. Jag var överväldigad, tacksam, arrogant – denna kombination av saker du kan vara genom att veta att någon ska ge dig en sån här möjlighet." Filmen, som var Jacksons trettionde film, katapulterade hans karriär till en internationell filmstjärna. Han blev unisont kritikerrosad för sin insats och blev nominerad till en oscar för Bästa manliga biroll. Han skulle vinna en BAFTA i samma kategori. Filmen blev även ett populärkulturellt fenomen och har hamnat på flera listor om tidernas bästa film. Efter Pulp Fiction märkte Jackson av en rejäl ökning bland rollerbjudanden: "Jag kunde lätt ha gjort en karriär på att spela Jules över åren. Alla skickar mig jämnt manus de tror är den nya Pulp Fiction". Jackson följde upp rollen med en rad sågade och inkomstmässigt misslyckade filmer. Inte förrän han återförenades med sin medspelare från Pulp Fiction, Bruce Willis i den tredje delen av Die Hard-serien – Die Hard – Hämningslöst (1995) skulle det vända. Filmen blev årets mest inkomstbringande film och även om filmen fick ett mediokert mottagande bland kritiker skulle Jackson, och Willis, bli hyllade för sina insatser.

### Etablerad karriär
Jackson skulle under resten av 1995 medverka i en del dåligt mottagna filmer till, men med Juryn – A Time to Kill (1996) skulle det vända på riktigt och han blev en inkomstmässig säker skådespelare. Filmen som baserades på romanen med samma namn av John Grisham innehöll en ensemble av skådespelare som Sandra Bullock, Matthew McConaughey, Kevin Spacey och Donald Sutherland. Trots ett mediokert mottagande från kritiker blev den en inkomstmässig succé. Han skulle bli nominerad till en Golden Globe för Bästa manliga biroll och vann en NAACP Image i samma kategori. Samma år skulle han även synas i både Steve Buscemis och Paul Thomas Andersons regidebuter Trees Lounge och Hard Eight, som inte blev några stora kommersiella framgångar men däremot högt kritikerrosade. Däremot blev Long Kiss Goodnight (1996) en kommersiell framgång, som Jackson dessutom sagt är hans favoritfilm bland sina egna att titta på. Han medverkade sedan i Kasi Lemmons regidebut Eve's Bayou (1997) som blev kritikerrosad. Han återförenades med Quentin Tarantino i Jackie Brown (1997) och var ett självklart val för rollen då filmen är en hyllning till blaxploitation-filmer. Även den blev kritikerrosad och Jackson mottog en silverbjörn för Bästa skådespelare på Berlins filmfestival. Rollen har Jackson också nämnt som en av sina favoritroller.
Jackson medverkade bredvid Sharon Stone och Dustin Hoffman i Sphere – farkosten (1998) som blev både sågad och ett finansiellt misslyckande. Samma år syntes han också bredvid Kevin Spacey i Förhandlaren (1998) som däremot blev en kritiker -och publikfavorit. Som ett Star Wars-fan hade Jackson i en intervju uttryckt ett stort intresse av att få medverka i en Star Wars film. När han blev bemött om att få det så tackade han ja så fort och ivrigt att han inte visste att han skulle spela jedimästaren Mace Windu i Star Wars: Episod I – Det mörka hotet (1999) förrän han var på kostymprovning. Jackson gick in i det nya millenniet genom att medverka i ytterligare en blaxploitation hyllning med en nyinspelning av Shaft (2000), en roll han först var tveksam till eftersom han inte såg John Shaft som medelålders. Filmen fick ett blandat mottagande från kritiker men Jacksons karisma skulle bli unisont hyllat. Han återförenades samma år också med Bruce Willis i Unbreakable där han spelade antagonisten Elijah "Mr. Glass" Price. Filmen blev en stor kommersiell framgång och en kritikerfavorit. Den har också kallats för en av tidernas bästa superhjältefilmer. Han mottog samma år också en stjärna på Hollywood Walk of Fame.

### Medverkande i flera franchise
Jackson repriserade sin roll som Mace Windu i Star Wars: Episod II – Klonerna anfaller (2002), där hans mindre roll nu hade blivit en av de större rollerna bredvid Ewan McGregor, Natalie Portman och Hayden Christensen. Under kostymprovningen frågade Jackson om han inte kunde få en lila ljussabel till sin karaktär, filmens skapare och regissör George Lucas menade att det bara fanns röd, blå och grön. Men efter en tids fundering och för att visa sin uppskattning till Jackson gav han honom en lila. Jackson har i efterhand förklarat att han mest ville synas under en scen med ett stort slag med massvis av ljussablar. Jackson gav sig in i ytterligare en franchise samma år med actionfilmen xXx (2002) tillsammans med Vin Diesel där han spelade agenten Augustus Gibbons. Filmen fick ett dåligt mottagande bland kritiker men skulle bli en inkomstmässig succé. Han återförenades med John Travolta i actionfilmen S.W.A.T. (2003), de båda hade arbetat ihop i Pulp Fiction. I filmens soundtrack finns det en låt med titeln Sammy L. Jackson, tillägnad Jackson och framförd av Hot Action Cop. År 2004 skulle Jackson medverka i sin sämsta och sin bästa film i karriären sett efter betyg på sidan Rotten Tomatoes. Thrillerfilmen Twisted har det sågade betyget 2% positiva recensioner. Den animerade Superhjältarna i vilken han gjorde rösten åt Frozone fick 97% i positiva recensioner. Han återförenades samma år med Quentin Tarantino för en cameo i Kill Bill: Volume 2.

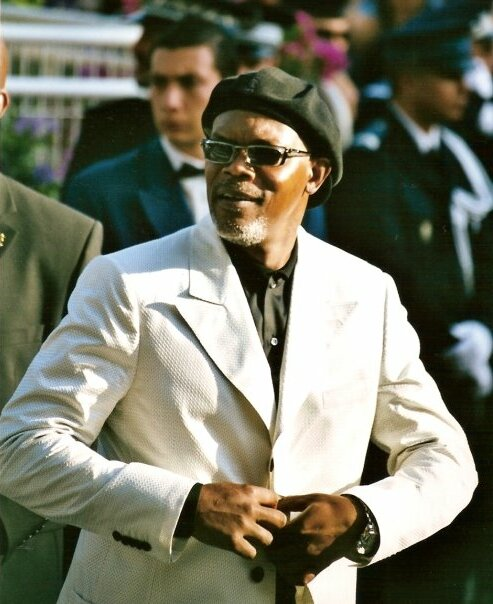
Jackson på Cannes filmfestival 2005.

Jackson porträtterade baskettränaren Ken Carter som lärde sina elever att skolan var viktigare än sporten i den biografiska filmen Coach Carter (2005). Filmen fick ett mediokert mottagande men Jackson skulle bli hyllad. Filmkritikern Bob Townsend skrev: "Han tar vad som kunde varit en utklippt kliché roll och sätter kött på benet med sin flamboyanta intelligens". Han repriserade sedan sina båda roller som Mace Windu och agenten Augustus Gibbons i Star Wars: Episod III – Mörkrets hämnd (2005) och XXX 2 – The Next Level (2005). I början av 2006 blev Jackson ärad med sina handavtryck och fotavtryck utanför Grauman's Chinese Theatre. Han var den 191:a skådespelaren som fick göra så varav den sjunde afroamerikanska. Inför ceremonin sade Jackson i en intervju att han väljer roller som är "spännande att se på" och som har en "intressant rollfigur i berättelsen", och att han i rollen vill "göra saker som han inte gjort tidigare, saker han såg som liten och ville göra och nu har möjlighet att göra det". Han medverkade det året också i flera filmer som den sågade och finansiellt misslyckade Freedomland. Han följde upp den med Snakes on a Plane (2006) som är en film som handlar om precis vad den heter, och Jackson tog rollen enbart efter titeln. Filmen fick mycket uppmärksamhet på Internet för sin titel och blev ett fenomen innan sin premiär. Filmen levde inte upp till uppmärksamheten och drog knappt in sin produktionskostnad, den blev däremot en kultfilm.
År 2006 syntes han även bredvid Christina Ricci i Black Snake Moan. Filmen skulle bli kritikerrosad trots kontroverser kring sitt mörka och exploaterande tema. Skådespelarduon skulle få särskild uppmärksamhet kring sina insatser. Det kallades för Jacksons bästa roll sedan Pulp Fiction. Han skulle sedan medverka i 1408 (2007) som baserades på Stephen King novellen med samma namn. Filmen regisserades av svenska Mikael Håfström och skulle bli en succé både kritiker -och publikmässigt. Han skulle sedan återförenas med Hayden Christensen i science fiction filmen Jumper (2008) som blev brutalt sågad men en kommersiell framgång. Han repriserade också rollen som Mace Windus röst i den animerade Star Wars: The Clone Wars (2008). Han syntes också bredvid Bernie Mac och Isaac Hayes i Soul Men (2008), båda avled innan filmen fick premiär. Marvel Comics hade bett Jackson om tillstånd att få göra en "Ultimate"-version (en uppdaterad, modernare version av serietidningarna) av karaktären Nick Fury efter honom redan 2002. Därför blev han ett självklart val till rollen när serietidningarna skulle filmatiseras 2008 och han dök upp i en cameo efter eftertexterna av Marvel Cinematic Universe första film Iron Man. Det var dock inte helt självklart att han skulle få fortsätta i rollen. Men i februari 2009 fick han ett kontrakt för att medverka i 9 filmer som Nick Fury.

### Återföreningar och repriserande av Nick Fury
Jackson gjorde en cameo som berättare i Quentin Tarantinos krigsfilm Inglourious Basterds (2009). Han återvände i rollen som Nick Fury i Iron Man 2 (2010). För att vara en actiontätt superhjältefilm var Jacksons medverkan stillsam och utan några actionscener, om det sade Jackson: "Vi har inte förflyttat Nick Fury in i 'bad-ass' zonen än. Han är än så länge bara en pratare". Samma år hade han en mindre roll bredvid Dwayne Johnson i komedin The Other Guys. Filmen innehöll en ensemble av skådespelare så som Will Ferrell, Mark Wahlberg, Eva Mendes, Michael Keaton och Steve Coogan och blev både en kommersiell succé samt en kritikerfavorit. Han syntes sedan bredvid Tommy Lee Jones i TV-filmen The Sunset Limited (2011) som baserades på pjäsen med samma namn av Cormac McCarthy. Han skulle samma år reprisera rollen som Nick Fury med korta framträdanden i både Thor och Captain America: The First Avenger. I The Avengers (2012) blev hans roll mer framträdande och drivande för handlingen. Han jämförde Nick Fury i med sin rollkaraktär Ordell Robbie i Jackie Brown och förklarade honom som: "Han är schysst kille att hänga med, du vill bara inte göra honom besviken". För filmen fick han en lön på 4-6 miljoner dollar.

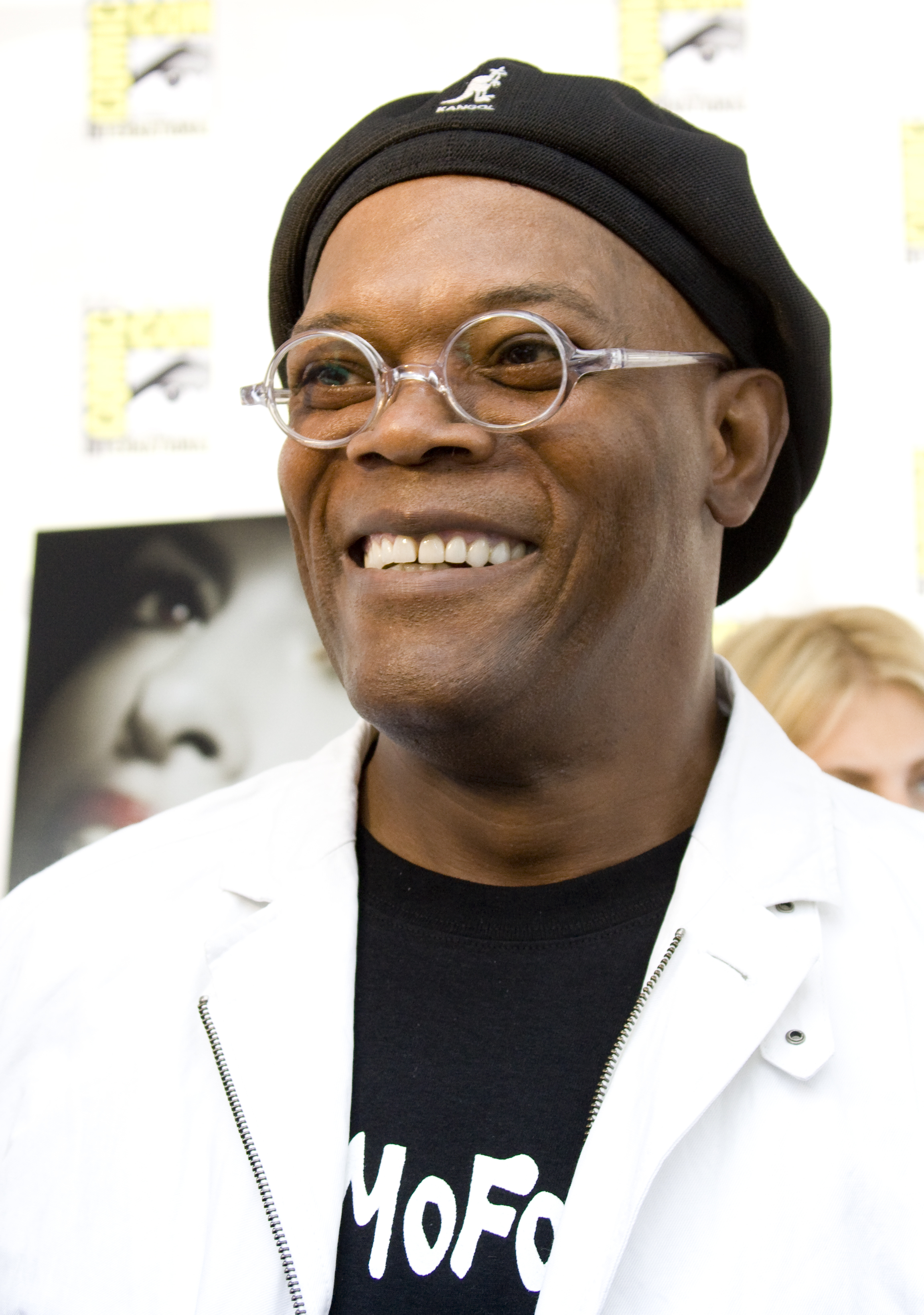
Jackson på San Diego Comic-Con 2008.

Jackson återförenades med Tarantino i Django Unchained (2012) där han syntes bredvid Leonardo DiCaprio, Christoph Waltz och Jamie Foxx. Filmen blev kritikerrosad och en kommersiell succé. Även Jackson blev hyllad för sin vresiga och realistiska karaktär Stephen Warren och blev satiriskt jämförd med svarta republikaner som Clarence Thomas och Herman Cain. Han skulle sedan låna ut sin röst till den animerade karaktären Whiplash i Turbo (2013). Han repriserade rollen som Nick Fury i TV-serien Agents of S.H.I.E.L.D. Jackson återförenades för första gången sedan Jungle Fever (1991) med Spike Lee i Oldboy (2013), en nyinspelningen av den koreanska filmen med samma namn från 2003. Filmen kom inte upp i originalets hyllningar eller kommersiella framgångar. Han skulle även medverka i nyinspelningen RoboCop (2014), baserad på filmen med samma namn från 1987. Inte den heller skulle mäta sig med sitt original men blev däremot en kommersiell framgång. Han repriserade sin roll som Nick Fury än en gång med en stor framträdande roll i Captain America: The Winter Soldier (2014). Han medverkade samma år även i den Finlandsproducerade Big Game vilket är den dyraste finländska filmen någonsin. Den spelade knappt in sina kostnader men skulle få ett bra mottagande av kritiker.
Jackson hade en livslång dröm om att få medverka i en James Bond film och när han kände att det var osannolikt att hända tackade han snabbt ja till antagonisten Richmond Valentine i spionfilmen Kingsman: The Secret Service (2015). "Jag kände att detta var ett utmärkt tillfälle att få spela en riktigt bra Bondskurk." sade han om rollen. Hans karaktär har en märkbar läspning vilket inspirerades av Jackson stamningar. Filmen fick ett bra mottagande från kritiker och blev en stor inkomstmässig succé. Om Jacksons insats skrev Rolling Stone: "...spelad med en fasthet utöver det vanliga av en läspande Samuel L. Jackson som har ett inslag av grymhet vilken hade gjort Goldfinger avundsjuk." Han repriserade sedan rollen som Nick Fury i Avengers: Age of Ultron (2015) där hans karaktär fick så lite skärmtid att Jackson själv kallade det mer för en cameo. Han skulle samma år återförenas med både Spike Lee och Quentin Tarantino i filmerna Chi-Raq och The Hateful Eight där den sistnämnda fick absolut mest uppmärksamhet. Filmen skulle bli unisont hyllad av kritiker och blev av många framröstad som årets bästa film.

### Fortsatta succéer och återkomst till teatern
Jackson gjorde sina andra Stephen King filmatisering med filmen Cell (2016). Precis som med den förra King-filmatiseringen, 1408 (2007) medverkade han tillsammans med John Cusack. Den skulle inte få samma mottagande utan tvärtom sågades. Jackson porträtterade George Washington Williams i Legenden om Tarzan (2016) en allierad till Alexander Skarsgårds karaktär Tarzan. Han medverkade samma år i Tim Burtons Miss Peregrines hem för besynnerliga barn och i den oscarsnominerade dokumentären I Am Not Your Negro. Jackson repriserade sin roll som agent Augustus Gibbons en tredje gång i XXX: Return of Xander Cage (2017) vilken blev den mest framgångsrika delen i serien. Han ersatte J.K. Simmons i ensemblefilmen Kong: Skull Island (2017) där även Tom Hiddleston, Brie Larson och John Goodman medverkade. Han återförenades med Larson redan samma år i hennes regidebut Unicorn Store. Under åren 2018 och 2019 medverkade Jackson i 9 filmer varav samtliga utom en var repriserande roller som Elijah "Mr. Glass" Price i Glass, Frozone i Superhjältarna 2, John Shaft i Son of Shaft, Mace Windu i Star Wars: The Rise of Skywalker och Nick Fury i Avengers: Infinity War, Captain Marvel, Avengers: Endgame och Spider-Man: Far From Home.

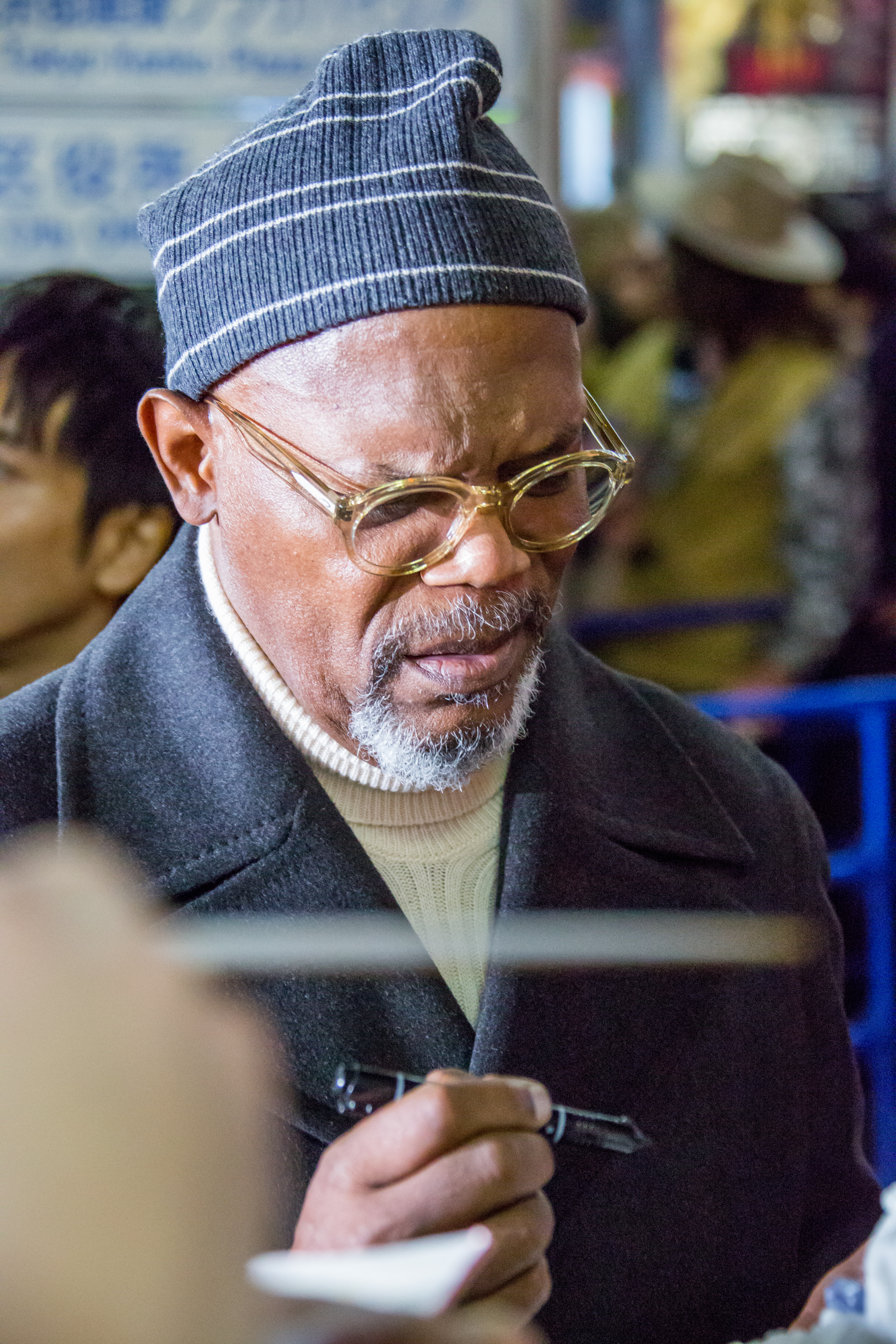
Jackson på den japanska premiären av Kong: Skull Island, 2017.

Jackson medverkade till skillnad från föregående år i enbart en enda film under 2020, i perioddramat The Banker som släpptes på streamingtjänsten Apple+. Jackson skulle ta på sig rollen som en polischef i skräckfilmen Spiral: From the Book of Saw (2021), en spinoff till Saw-filmerna, då han fick möjlighet att sätta sin karaktär i brutala situationer som han aldrig fått göra förut, som när han hängs upp som en marionett i en av filmens scener. År 2021 tilldelades han också en Heders-oscar med motiveringen "en kulturikon vars dynamiska arbete har resonerat genom generationer och genrés och en världsomfattande publik". Efter en 11-år lång frånvaro från teatern återvände Jackson till Broadway i en uppsättning av The Piano Lesson (2022) som hans fru LaTanya Richardson regisserade. För sin insats skulle han bli nominerad till en Tony Award för Bästa skådespelare. Han skulle samarbeta med sin fru även i TV-serien The Last Days of Ptolemy Grey (2022) där de båda var producenter. Jackson medverkade också i serien tillsammans med Dominique Fishback och de skulle båda bli hyllade för sina insatser och bli nominerade till Critics' Choice Awards. Han medverkade samma år i dokumentären Is That Black Enough for You?!?.
Jackson repriserade sin roll som Nick Fury i TV-serien Secret Invasion (2023) som inriktade sig på karaktärens privatliv och hur det påverkas av jobbet som chef över en spionbyrå. Serien var emotsedd av Marvelfans och blev den tredje mest sedda serien det året. Han repriserade rollen samma år i The Marvels där han återförenades med Brie Larson. Till skillnad från Secret Invasion var karaktären något lättsammare med humoristiska inslag. Filmen blev ett finansiellt misslyckande men skulle ändå få bra mottagande från kritiker och skådespelarna skulle hyllas, dock var det nykomlingen Iman Vellani som "stal strålkastarljuset". Jackson repriserade också sin roll i pjäsen The Piano Lesson, fast nu i filmatiseringen för Netflix som släpptes 2024. Filmen blev kritikerrosad. Han lånade också ut sin röst i Katten Gustaf – Filmen som blev en finansiell succé. Resten av Jacksons filmår 2024 bestod i mestadels sågade filmer som Argylle, Damaged och The Unholy Trinity.

## Anseende
Jackson är den skådespelare som medverkat i flest inkomstmässigt lyckade filmer. År 2022 kunde Golden Globes visa på data att hans 152 filmer dragit in mer än 27 miljarder dollar. Enbart Stan Lee placerar sig före honom, men då han mest är känd för sina cameos i Marvelfilmerna räknas han som den person som är mest inkomstbringande, och inte skådespelare. Siffrorna har bekräftats även av A.C. Neilson E.C.I på 1990-talet och 2009 av Guiness rekordbok.

## Privatliv

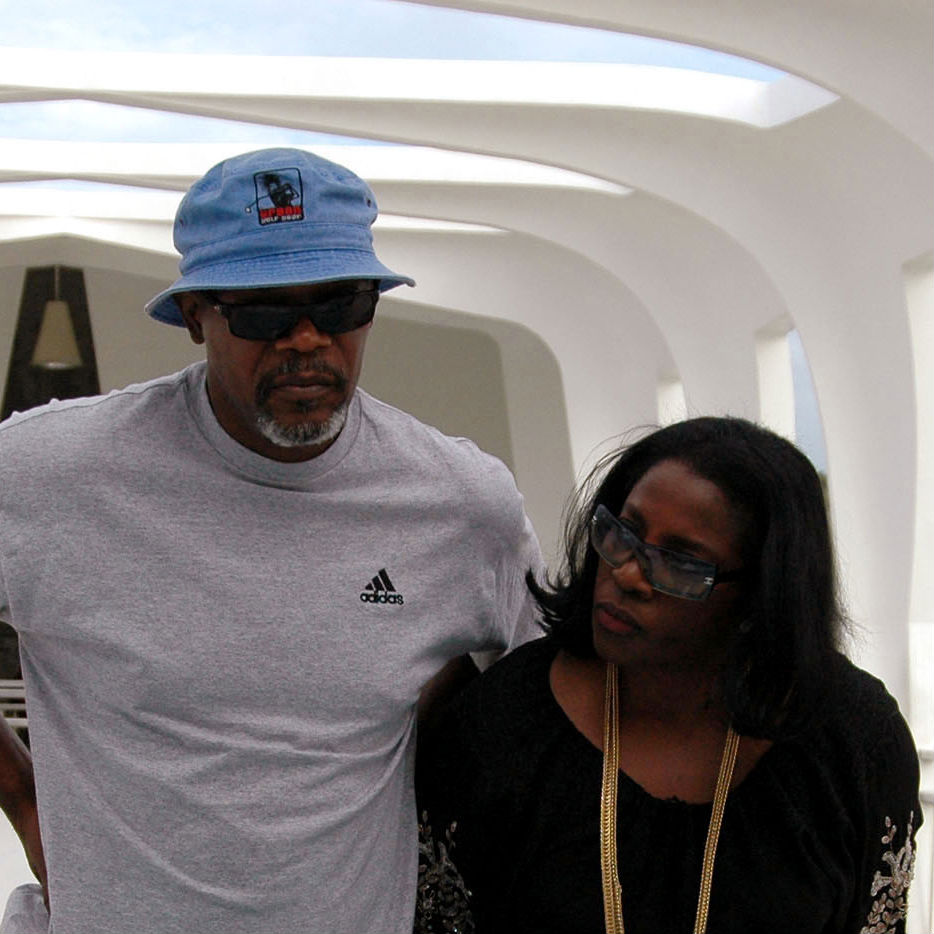
Jackson med sin fru LaTanya Richardson 2005.

Jackson träffade skådespelaren och producenten LaTanya Richardson redan på Morehouse College och paret gifte sig 1980. De fick dottern Zoe 1982. År 2009 startade de en egen välgörenhetsorganisation som ska hjälpa barn till utbildning. Jackson har erkänt att han gillar att titta på sina egna filmer på biografer. "Även under mina teaterår önskade jag att jag kunde se mina egna pjäser, medan jag var i dem! Jag gillar att se mig själv arbeta" sade han i en intervju. Han gillar också att samla på leksaksfigurer och samlarobjekt baserad på hans rollkaraktärer däribland Jules Winnfield, Shaft, Mace Windu och Frozone.
Jackson är skallig och bär peruker i många filmer vilket han gillar. Om hans val att raka sig har han sagt: "Jag fortsätter att hamna på dessa 'skalliga skönheter'-listor. Det är coolt. Du vet, när jag började tappa mitt hår, så var det under en period då alla hade väldigt mycket hår. Helt plötsligt kunde jag känna ett stort hål mitt i min afro. Jag kunde aldrig tänka mig att kamma över så jag fick snabbt tänka ut vilken frisyr jag skulle använda." Hans första skalliga roll var i The Great White Hype (1996). Han får oftast själv välja vilken frisyr karaktären han porträtterar ska ha. Han syns ofta bärandes en hatt av märket Kangol.
Jackson har en klausul i sina filmkontrakt som tillåter honom att spela golf medan han är på inspelningar. Han är också ett fan av basketboll och är en supporter till Toronto Raptors and och Harlem Globetrotters. Han är också en supporter av fotbollslaget Liverpool FC sedan han medverkade i filmen The 51st State (2001) som spelades in i Liverpool. Han supportrar också den irländska fotbollslaget Bohemian FC.

### Politisk åskådning
Jackson kampanjade för Barack Obama under presidentvalet 2008. Om Obama sade han: "Barack Obama representerar allt jag blev tillsagd att jag kunde bli när jag växte upp. Jag är ett barn från segregation. När jag växte upp och folk sa åt mig att jag kunde bli president, så visste jag att det var en lögn. Men nu har vi en representant... Den amerikanska drömmen är verklig. Vem som helst kan bli president." Han sade också: "Jag röstade på Obama för att han var svart. Det är därför andra människor röstar på andra kandidater – för de ser ut som dem." I december 2012 kritiserade han domaren Clarence Thomas i Högsta domstolen och jämförde honom med sin karaktär Stephen Warren, en ondsint husslav som valt att vara på sin vita förtryckares sida, från Django Unchained (2012) och sade att Stephen har "samma moraliska kompass som Clarence Thomas". I juni 2022 skulle han kritisera Clarence Thomas igen då Högsta domstolen rev upp Roe v. Wade beslutet och kallade honom för Uncle Clarence, som en referens till Onkel Tom i Harriet Beecher Stowes roman Onkel Toms stuga. Han frågade sig också vad Thomas hade sagt om de rev upp Loving v. Virginia beslutet som förbjöd stater att förhindra giftermål mellan svarta och vita. Detta eftersom Clarence Thomas är gift med den vita advokaten Ginni Thomas.
I juni 2013 startade Jackson ett samarbete med fundraising platformen Prizeo för att samla in pengar till Alzheimers sjukdom. Som en del av insamlingen så reciterade han olika fan skrivna monologer och en scen från TV-serien Breaking Bad. För att uppmärksamma hälsofördelar började han i augusti 2013 även med en helt vegansk kost med förklaringen: "Jag försöker bara leva för evigt". Han gick ner 18 kg på dieten och hade i mars 2017 övergett den, men fortsätter att rekommendera den. Han startade också kampanjen "One For The Boys", som lär män om testikelcancer och uppmanar dem att undersöka sig för tecken.
Jackson uppmanade under covid-19-pandemin folk att bära ansiktsskydd för kampanjen "Your Actions Save Lives". Tillsammans med Dwayne Johnson uppmanade han också folk som varit sjuka i covid att donera sitt blod så att forskningen kunde få hjälp. På Jimmy Kimmel Live! läste han upp den satiriska boken Stay the Fuck at Home, för att sprida kunskap om social distansering.
Jackson stöttade Kamala Harris under presidentvalet 2024 och talade under hennes kampanjmöte den 24 oktober 2024.

## Filmografi

### Film
| År   | Titel                                                         | Roll                         | Notering                   |
| ---- | ------------------------------------------------------------- | ---------------------------- | -------------------------- |
| 1972 | Together for Days                                             | Stan                         |                            |
| 1977 | The Displaced Person                                          | Sulk                         | TV-film                    |
| 1978 | Milo Muse the Rabbit                                          | Johnson Whitaker             | TV-film                    |
| 1981 | Ragtime                                                       | Gängmedlem Nr. 2             |                            |
| 1987 | Uncle Tom's Cabin                                             | George Harris                | TV-film                    |
| 1987 | Raw                                                           | Jon Kelcourse                |                            |
| 1988 | En prins i New York                                           | Hold-Up Man                  |                            |
| 1988 | School Daze                                                   | Leeds                        |                            |
| 1989 | Dead Man Out                                                  | Calvin Fredricks             | TV-film                    |
| 1989 | Do the Right Thing                                            | Mister Señor Love Daddy      | Krediterad som Sam Jackson |
| 1989 | Sea of Love                                                   | Black Guy                    |                            |
| 1990 | Def by Temptation                                             | Minister Garth               |                            |
| 1990 | Dödlig karriär                                                | Ulysses                      |                            |
| 1990 | Betsys bröllop                                                | Taxi Dispatcher              |                            |
| 1990 | Mo' Better Blues                                              | Madlock                      |                            |
| 1990 | Exorcisten III                                                | Blind Dream Man              |                            |
| 1990 | Maffiabröder                                                  | Stacks Edwards               |                            |
| 1990 | The Return of Superfly                                        | Nate Cabot                   | Krediterad som Sam Jackson |
| 1991 | Heta affärer                                                  | Monroe                       | Krediterad som Sam Jackson |
| 1991 | Jungle Fever                                                  | Gator Purify                 |                            |
| 1991 | Förlorat liv                                                  | Mr. Simpson                  |                            |
| 1991 | Johnny Suede                                                  | B-Bop                        |                            |
| 1992 | Juice                                                         | Trip                         |                            |
| 1992 | Patrioter                                                     | Robby Jackson                |                            |
| 1992 | Het Sand                                                      | Greg Meeker                  | Krediterad som Sam Jackson |
| 1992 | Oskyldigt offer                                               | Marshall                     |                            |
| 1993 | Menace II Society                                             | Tat Lawson                   |                            |
| 1993 | Laddat vapen 1                                                | Sgt. Wes Luger               |                            |
| 1993 | Amos & Andrew                                                 | Andrew Sterling              |                            |
| 1993 | Jurassic Park                                                 | John "Ray" Arnold            |                            |
| 1993 | True Romance                                                  | Big Don                      |                            |
| 1994 | Fresh                                                         | Sam                          |                            |
| 1994 | Pulp Fiction                                                  | Jules Winnfield              |                            |
| 1994 | Against the Wall                                              | Jamaal                       | TV-film                    |
| 1994 | New Age                                                       | Dale                         |                            |
| 1994 | Hail Caesar                                                   | Brevbärare                   |                            |
| 1994 | Assault at West Point: The Court-Martial of Johnson Whittaker | Richard Theodore Greener     |                            |
| 1994 | The Search for One-eye Jimmy                                  | Överste Ron                  |                            |
| 1995 | Dödskyssen                                                    | Calvin Hart                  |                            |
| 1995 | Die Hard – Hämningslöst                                       | Zeus Carver                  |                            |
| 1995 | Shaquille O'Neal: Larger than Life                            | Berättare                    | Dokumentär                 |
| 1995 | Losing Isaiah                                                 | Kadar Lewis                  |                            |
| 1995 | Fluke                                                         | Rumbo                        | Röstroll                   |
| 1996 | The Great White Hype                                          | Rev. Fred Sultan             |                            |
| 1996 | Juryn – A Time to Kill                                        | Carl Lee Hailey              |                            |
| 1996 | Long Kiss Goodnight                                           | Mitch Henessey               |                            |
| 1996 | Hard Eight                                                    | Jimmy                        |                            |
| 1996 | Trees Lounge                                                  | Wendell                      |                            |
| 1997 | One Eight Seven                                               | Trevor Garfield              |                            |
| 1997 | Eve's Bayou                                                   | Louis Batiste                | Även producent             |
| 1997 | Jackie Brown                                                  | Ordell Robbie                |                            |
| 1998 | Sphere – farkosten                                            | Harry Adams                  |                            |
| 1998 | Förhandlaren                                                  | Lt. Danny Roman              |                            |
| 1998 | Den röda fiolen                                               | Charles Morritz              |                            |
| 1998 | Out of Sight                                                  | Hejira Henry                 | Okrediterad                |
| 1999 | Star Wars: Episod I – Det mörka hotet                         | Mace Windu                   |                            |
| 1999 | Deep Blue Sea                                                 | Russell Franklin             |                            |
| 2000 | Rules of Engagement                                           | Col. Terry L. Childers       |                            |
| 2000 | Shaft                                                         | John Shaft                   |                            |
| 2000 | Unbreakable                                                   | Elijah Price / Mr. Glass     |                            |
| 2001 | The Caveman's Valentine                                       | Romulus Ledbetter            | Även producent             |
| 2001 | The 51st State                                                | Elmo McElroy                 |                            |
| 2002 | Changing Lanes                                                | Doyle Gipson                 |                            |
| 2002 | Star Wars: Episod II – Klonerna anfaller                      | Mace Windu                   |                            |
| 2002 | XXX                                                           | Agent Augustus Gibbons       |                            |
| 2002 | Fighting for Freedom: Revolution & Civil War                  | Berättare                    | Dokumentär                 |
| 2002 | No Good Deed – Goes Unpunished                                | Jack Friar                   |                            |
| 2002 | Unchained Memories                                            | Berättare                    | Dokumentär                 |
| 2003 | Basic – Farligt uppdrag                                       | Sergeant Nathan West         |                            |
| 2003 | S.W.A.T.                                                      | Hondo Harrelson              |                            |
| 2004 | Twisted                                                       | John Mills                   |                            |
| 2004 | Kill Bill: Volume 2                                           | Orgelspelare                 | Cameo                      |
| 2004 | Superhjältarna                                                | Lucius Best / Frozone        | Röstroll                   |
| 2004 | In My Country                                                 | Langston Whitfield           |                            |
| 2004 | Unforgivable Blackness                                        | Jack Johnson                 | Röstroll, dokumentär       |
| 2005 | Coach Carter                                                  | Ken Carter                   |                            |
| 2005 | XXX 2 – The Next Level                                        | Agent Augustus Gibbons       |                            |
| 2005 | Star Wars: Episod III – Mörkrets hämnd                        | Mace Windu                   |                            |
| 2005 | The Man                                                       | Derrick Vann                 |                            |
| 2006 | Freedomland                                                   | Lorenzo Council              |                            |
| 2006 | Snakes on a Plane                                             | Agent Neville Flynn          |                            |
| 2006 | Honor Deferred                                                | Berättare                    | Dokumentär                 |
| 2006 | Home of the Brave                                             | Dr. Will Marsh               |                            |
| 2006 | Black Snake Moan                                              | Lazarus Woods                |                            |
| 2007 | Farce of the Penguins                                         | Berättare                    |                            |
| 2007 | 1408                                                          | Gerald Olin                  |                            |
| 2007 | Respect Yourself: The Stax Records Story                      | Berättare                    | Dokumentär                 |
| 2007 | Resurrecting the Champ                                        | Bob Satterfield              |                            |
| 2007 | Cleaner                                                       | Tom Cutler                   | Även producent             |
| 2008 | Jumper                                                        | Agent Roland Cox             |                            |
| 2008 | Iron Man                                                      | Nick Fury                    | Okrediterad cameo          |
| 2008 | Star Wars: The Clone Wars                                     | Mace Windu                   | Röstroll                   |
| 2008 | Lakeview Terrace                                              | Abel Turner                  |                            |
| 2008 | Soul Men                                                      | Louis                        |                            |
| 2008 | The Spirit                                                    | The Octopus                  |                            |
| 2008 | Gospel Hill                                                   | Paul Malcolm                 | Okrediterad                |
| 2009 | Astro Boy                                                     | Zog                          | Röstroll                   |
| 2009 | Afro Samurai: Resurrection                                    | Afro Samurai / Ninja Ninja   | Röstroll, TV-film          |
| 2009 | Mother and Child                                              | Paul                         |                            |
| 2009 | Uneven Fairways                                               | Berättare                    | Dokumentär                 |
| 2009 | Inglourious Basterds                                          | Berättare                    |                            |
| 2010 | Quantum Quest: A Cassini Space Odyssey                        | Admiral Fear                 | Röstroll                   |
| 2010 | Unthinkable                                                   | Henry Harold Humphries       |                            |
| 2010 | Iron Man 2                                                    | Nick Fury                    |                            |
| 2010 | The Other Guys                                                | Detective PK Highsmith       |                            |
| 2011 | African Cats                                                  | Berättare                    | Dokumentär                 |
| 2011 | The Sunset Limited                                            | Black                        | TV-film                    |
| 2011 | Thor                                                          | Nick Fury                    | Okrediterad cameo          |
| 2011 | Captain America: The First Avenger                            | Nick Fury                    |                            |
| 2011 | Arena                                                         | Logan                        |                            |
| 2012 | The Samaritan                                                 | Foley                        |                            |
| 2012 | Meeting Evil                                                  | Richie                       |                            |
| 2012 | The Avengers                                                  | Nick Fury                    |                            |
| 2012 | Zambezia                                                      | Tendai                       | Röstroll                   |
| 2012 | Django Unchained                                              | Stephen Warren               |                            |
| 2013 | Turbo                                                         | Whiplash                     | Röstroll                   |
| 2013 | Oldboy                                                        | Chaney                       |                            |
| 2014 | Reasonable Doubt                                              | Clinton Davis                |                            |
| 2014 | Robocop                                                       | Patrick "Pat" Novak          |                            |
| 2014 | Captain America: The Winter Soldier                           | Nick Fury                    |                            |
| 2014 | Kite                                                          | Karl Aker                    |                            |
| 2014 | Big Game                                                      | President William Alan Moore |                            |
| 2015 | Kingsman: The Secret Service                                  | Richmond Valentine           |                            |
| 2015 | Avengers: Age of Ultron                                       | Nick Fury                    |                            |
| 2015 | Barely Lethal                                                 | Hardman                      |                            |
| 2015 | Chi-Raq                                                       | Dolmedes                     |                            |
| 2015 | The Hateful Eight                                             | Major Marquis Warren         |                            |
| 2016 | Cell                                                          | Tom McCourt                  |                            |
| 2016 | Legenden om Tarzan                                            | George Washington Williams   |                            |
| 2016 | I Am Not Your Negro                                           | Berättare                    | Dokumentär                 |
| 2016 | Miss Peregrines hem för besynnerliga barn                     | Mr. Barron                   |                            |
| 2016 | Eating You Alive                                              | Sig själv                    | Dokumentär                 |
| 2017 | XXX: Return of Xander Cage                                    | Agent Augustus Gibbons       |                            |
| 2017 | Kong: Skull Island                                            | Lt. Col. Preston Packard     |                            |
| 2017 | The Hitman's Bodyguard                                        | Darius Kincaid               |                            |
| 2017 | Unicorn Store                                                 | The Salesman                 |                            |
| 2018 | Avengers: Infinity War                                        | Nick Fury                    | Okrediterad cameo          |
| 2018 | Superhjältarna 2                                              | Lucius Best / Frozone        | Röstroll                   |
| 2018 | Life Itself                                                   | Sig själv                    |                            |
| 2019 | Glass                                                         | Elijah Price / Mr. Glass     |                            |
| 2019 | Captain Marvel                                                | Nick Fury                    |                            |
| 2019 | Avengers: Endgame                                             | Nick Fury                    | Cameo                      |
| 2019 | Son of Shaft                                                  | John Shaft II                |                            |
| 2019 | Spider-Man: Far From Home                                     | Nick Fury                    |                            |
| 2019 | The Last Full Measure                                         | Billy Takoda                 |                            |
| 2019 | QT8: The First Eight                                          | Sig själv                    | Dokumentär                 |
| 2019 | Star Wars: The Rise of Skywalker                              | Mace Windu                   | Cameo, Röstroll            |
| 2020 | The Banker                                                    | Joe Morris                   | Även producent             |
| 2021 | Spiral: From the Book of Saw                                  | Marcus Banks                 |                            |
| 2021 | Hitman's Wife's Bodyguard                                     | Darius Kincaid               |                            |
| 2021 | The Protégé                                                   | Moody Dutton                 |                            |
| 2022 | Tassar av stål                                                | Jimbo                        | Röstroll                   |
| 2022 | Is That Black Enough for You?!?                               | Sig själv                    | Dokumentär                 |
| 2023 | The Kill Room                                                 | Gordon                       |                            |
| 2023 | The Marvels                                                   | Nick Fury                    |                            |
| 2024 | Argylle                                                       | Alfred Solomon               |                            |
| 2024 | Damaged                                                       | Dan Lawson                   |                            |
| 2024 | Katten Gustaf – Filmen                                        | Victor "Vic"                 | Röstroll                   |
| 2024 | The Piano Lesson                                              | Doaker Charles               |                            |
| 2024 | The Unholy Trinity                                            | St. Christopher              |                            |
| 2025 | Afterburn                                                     | Valentine                    | Kommande                   |
| 2025 | The Beast                                                     | USA:s president              | Kommande                   |

### TV
| År        | Titel                                           | Roll                       | Notering                                                             |
| --------- | ----------------------------------------------- | -------------------------- | -------------------------------------------------------------------- |
| 1976      | Movin' On                                       | Patrolman                  | Avsnitt: "Woman of Steel"                                            |
| 1986-1987 | Spenser: For Hire                               | Leroy Clancy / Ned         | 2 avsnitt                                                            |
| 1989      | A Man Called Hawk                               | Cutter                     | Avsnitt: "Intensive Care"                                            |
| 1989      | Mitt i vimlet - Molly Dodd                      | Broder Elvis               | Avsnitt: "Here's Why You Should Always Make Your Bed in the Morning" |
| 1991      | I lagens namn                                   | Louis Taggert              | Avsnitt: "The Violence of Summer"                                    |
| 1991      | Roc                                             | Larry                      | Avsnitt: "Hearts and Diamonds"                                       |
| 1992      | Ghostwriter                                     | Reggie Jenkins             | 3 avsnitt                                                            |
| 1992      | Lilly Harpers dröm                              | Walter Harper              | Avsnitt: "Since Walter"                                              |
| 1996      | 11th Independent Spirit Awards                  | Värd                       | TV-special                                                           |
| 1997      | 12th Independent Spirit Awards                  | Värd                       | TV-special                                                           |
| 1997      | Happily Ever After: Fairy Tales for Every Child | Mayor of Hamelin           | Röstroll, avsnitt: "The Pied Piper"                                  |
| 1998      | Saturday Night Live                             | Värd                       | Avsnitt: "Samuel L. Jackson / Ben Folds Five"                        |
| 1999      | 1999 ESPY Awards                                | Värd                       | TV-special                                                           |
| 2001      | Familjen Proud                                  | Joseph                     | Röstroll, avsnitt: "Seven Days of Kwanzaa"                           |
| 2002      | 2002 ESPY Awards                                | Värd                       | TV-special                                                           |
| 2002      | The Art of Action: Martial Arts in the Movies   | Värd                       | TV-dokumentär                                                        |
| 2005      | 20th Independent Spirit Awards                  | Värd                       | TV-special                                                           |
| 2005      | Extras                                          | Sig själv                  | Avsnitt: "Samuel L. Jackson"                                         |
| 2005      | 2005 Spike Video Game Awards                    | Värd                       | TV-special                                                           |
| 2005-2010 | The Boondocks                                   | Gin Rummy                  | Röstroll, 3 avsnitt                                                  |
| 2006      | 2006 Spike Video Game Awards                    | Värd                       | TV-special                                                           |
| 2007      | Afro Samurai                                    | Afro Samurai / Ninja Ninja | Röstroll, 5 avsnitt, även producent                                  |
| 2007      | 2007 Spike Video Game Awards                    | Värd                       | TV-special                                                           |
| 2009      | 2009 ESPY Awards                                | Värd                       | TV-special                                                           |
| 2011      | Förbudstiden i USA                              | Läsare                     | 1 avsnitt                                                            |
| 2011      | Curiosity                                       | Värd                       | Avsnitt: "How Will the World End?"                                   |
| 2012      | BET Awards 2012                                 | Värd                       | TV-special                                                           |
| 2012      | 2012 Spike Video Game Awards                    | Värd                       | TV-special                                                           |
| 2013-2014 | Agents of S.H.I.E.L.D.                          | Nick Fury                  | 2 avsnitt                                                            |
| 2014      | Black Dynamite                                  | Captain Quinton            | Röstroll, avsnitt: "Black Jaws or Finger Lickin' Chicken of the Sea" |
| 2020      | Staged                                          | Sig själv                  | Avsnitt: "Who The F**k is Michael Sheen?"                            |
| 2020      | A West Wing Special to Benefit When We All Vote | Sig själv                  | TV-special, Gäst                                                     |
| 2020      | Enslaved                                        | Sig själv                  | 6 avsnitt                                                            |
| 2020      | Death to 2020                                   | Sig själv                  | TV-special                                                           |
| 2021      | Amend: The Fight for America                    | Sig själv                  | 2 avsnitt                                                            |
| 2021-2024 | What If...?                                     | Nick Fury                  | Röstroll, 8 avsnitt                                                  |
| 2022      | The Last Days of Ptolemy Grey                   | Ptolemy Grey               | 6 avsnitt, även producent                                            |
| 2023      | Secret Invasion                                 | Nick Fury                  | 6 avsnitt, även producent                                            |
| 2023      | Marvel Studios: Assembled                       | Sig själv                  | Avsnitt: "The Making of Secret Invasion"                             |
| 2024      | Fight Night: The Million Dollar Heist           | Frank Moten                | 8 avsnitt                                                            |

### Teater
| År        | Titel                       | Roll                   | Teater                              |
| --------- | --------------------------- | ---------------------- | ----------------------------------- |
| 1980      | Mor Courage och hennes barn | Uppträdare             | The Public Theater, New York        |
| 1980-1983 | A Soldier's Play            | Pvt. Louis Henson      | Theatre Four, New York              |
| 1987      | The Piano Lesson            | Boy Willie             | Yale Repertory Theatre, New Haven   |
| 2011-2012 | The Mountaintop             | Martin Luther King Jr. | Bernard B. Jacobs Theatre, New York |
| 2022      | The Piano Lesson            | Doaker Charles         | Ethel Barrymore Theatre, New York   |